# Гулинци
Гулинци (мкд. Гулинци) су насеље у Северној Македонији, у североисточном делу државе. Гулинци су у оквиру општине Ранковце.

## Географија
Гулинци су смештени у североисточном делу Северне Македоније. Од најближег града, Куманова, село је удаљено 35 km источно.
Село Гулинци се налази у историјској области Славиште. Насеље је положено на јужним падинама планине Герман, на приближно 720 метара надморске висине.
Месна клима је планинска због знатне надморске висине.

## Становништво
Гулинци су према последњем попису из 2002. године имали 19 становника. Од тога огромну већину чине етнички Македонци (100%).
Претежна вероисповест месног становништва је православље.